# Arnaldo Vera
Arnaldo Andrés Vera Chamorro (Asunción, Paraguay; 22 de enero de 1980) es un exfutbolista paraguayo.  Se desempeñaba como defensa.

## Clubes
| Club                  | País     | Año         |
| --------------------- | -------- | ----------- |
| Cerro Corá            | Paraguay | 2001        |
| Libertad              | Paraguay | 2002 - 2011 |
| Nacional              | Paraguay | 2011        |
| Macará                | Ecuador  | 2013        |
| Técnico Universitario | Ecuador  | 2013        |
| Rubio Ñu              | Paraguay | 2014        |
| San José              | Bolivia  | 2014 - 2015 |
| Sport Boys Warnes     | Bolivia  | 2015 - 2016 |
| Real América          | Bolivia  | 2016 - 2017 |
| Deportivo Kala        | Bolivia  | 2017        |
| Destroyer's           | Bolivia  | 2018        |
| Always Ready          | Bolivia  | 2018        |
| General Garay         | Paraguay | 2021        |

## Palmarés

### Títulos nacionales
| Título             | Club              | País     | Año           |
| ------------------ | ----------------- | -------- | ------------- |
| Primera División   | Libertad          | Paraguay | 2002          |
| Primera División   | Libertad          | Paraguay | 2003          |
| Primera División   | Libertad          | Paraguay | 2006          |
| Primera División   | Libertad          | Paraguay | 2007          |
| Primera División   | Libertad          | Paraguay | Apertura 2008 |
| Primera División   | Libertad          | Paraguay | Clausura 2008 |
| Primera División   | Libertad          | Paraguay | Clausura 2010 |
| Primera División   | Sport Boys Warnes | Bolivia  | Apertura 2015 |
| Copa Simón Bolívar | Always Ready      | Bolivia  | 2018          |